# 일중우호 정원

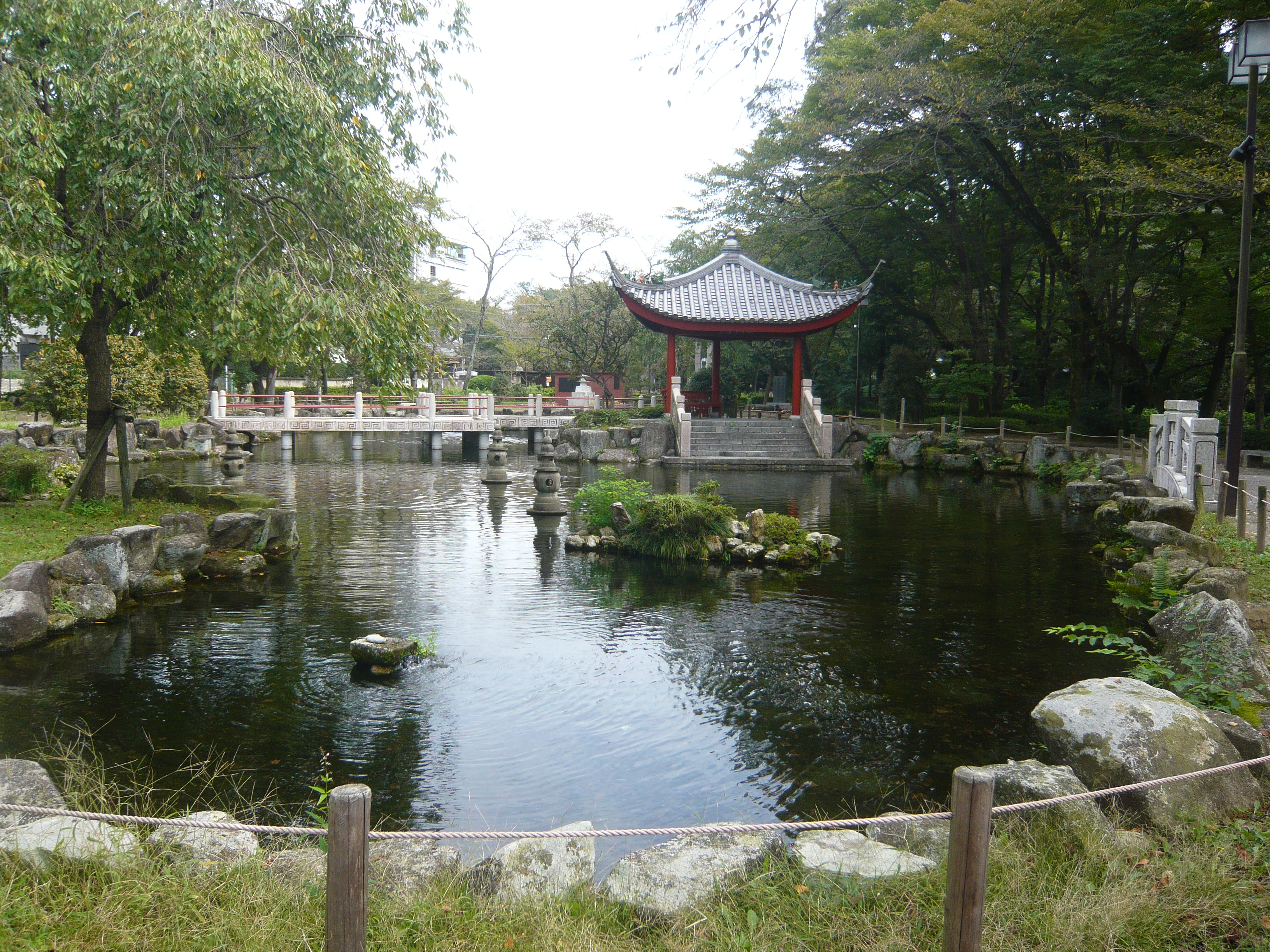
일중우호 정원

일중우호 정원(일본어: 日中友好庭園 닛츄유코테이엔[*])은 기후현 기후시 기후 공원 내에 위치한 일본 정원이다. 1989년에 기후 시와 중국 항저우시의 우호 도시 제휴 10주년을 기념하여 만들어졌다.